# Фірлей (Люблінське воєводство)
Фірлей (пол. Firlej) — село в Польщі, у гміні Фірлей Любартівського повіту Люблінського воєводства.
Населення — 1175 осіб (2011).

## Демографія
Демографічна структура станом на 31 березня 2011 року:
|          | Загалом | Допрацездатний вік | Працездатний вік | Постпрацездатний вік |
| -------- | ------- | ------------------ | ---------------- | -------------------- |
| Чоловіки | 573     | 152                | 378              | 43                   |
| Жінки    | 602     | 116                | 362              | 124                  |
| Разом    | 1175    | 268                | 740              | 167                  |